# Thorius minutissimus
La salamandra pigmea oaxaqueña (Thorius minutissimus) es una especie de salamandras en la familia Plethodontidae.
Es endémica de México. Su hábitat natural son los montanos tropicales o subtropicales húmedos.
Está amenazada de extinción debido a la destrucción de su hábitat .

## Clasificación y descripción
Se distingue de otras especies de Thorius por la siguiente combinación de caracteres: (1) talla mediana (longitud menor que 24 mm en hembras; el único macho adulto conocido es de 19 mm); (2) miembros cortos, y con un dígito exterior muy corto en la mano (dígito 4 y dígito 5); (3) cola corta: (4) nostrilos ovalados: (5) ausencia de dientes maxilares: (6) número de moderado de dientes vomerinos.

## Distribución
T. minutissimus es conocido solamente de la inmediata vecindad de la localidad tipo en la Villa de Santo Tomás Teipan, Sierra Madre del Sur, Oaxaca.

## Hábitat
Dos especímenes fueron colectados en un parche de bosque de encino donde el camino de terracería atraviesa una cresta encima de la Villa de Santo Tomás Teipan. El hábitat consiste de muchos árboles maduros y altos, un denso sotobosque de arbusto y helechos, muchas bromelias muy alto en los árboles y abundantes troncos en el suelo del bosque. Ambos especímenes fueron capturados temprano en la noche (19:00-20:00 h) de 0,5 a 1 m de alto en el banco a un costado del camino en la parte sur del mismo. La primera salamandra fue capturada después de que parcialmente emergió de un pequeño hoyo en el banco en el camino. El segundo espécimen fue encontrado en el bosque adyacente durante el día. En adición, un solo individuo fue encontrado durante un muestreo de conservación en abril de 2009. No se ha reportado que T. minutissimus sea simpátrico con ninguna especie de plethodontido, sin embargo, Bolitoglossa zapoteca es conocida de cerca de la localidad tipo.

## Estado de conservación
T. minutissimus es actualmente reconocido como Críticamente amenazado: todos los individuos conocidos son de una sola localidad y hay un declive en la extensión y calidad de su hábitat. Intentos adicionales para ubicar nuevas localidades de esta especie y para precisar su rango de distribución geográfico son necesarios urgentemente. En la NOM-059-SEMARNAT se encuentra catalogado como protección especial.